# Sopo
Sopo ist eine Gemeinde im Norden Portugals.
Sopo gehört zum Kreis Vila Nova de Cerveira im Distrikt Viana do Castelo, besitzt eine Fläche von 14,8 km² und hat 497 Einwohner (Stand 19. April 2021).